# Federico Coria
Pour les articles homonymes, voir Coria (homonymie).
Federico Coria, né le 9 mars 1992 à Rosario, est un joueur de tennis argentin, professionnel depuis 2010.
Il est le frère cadet de Guillermo Coria, finaliste à Roland-Garros en 2004.

## Carrière
Après neuf titres acquis sur le circuit Futures entre 2012 et 2018, Federico Coria remporte son premier Challenger à Savannah en 2019, puis un second à Prostějov en 2021.
En 2020, il se qualifie pour le Masters de Rome et bat Jan-Lennard Struff au premier tour. Il accède ensuite au 3e tour des Internationaux de France grâce à sa victoire sur Benoît Paire.
Il atteint en juillet 2021 la première finale de sa carrière sur le circuit ATP à Båstad après avoir battu Cristian Garín en quart de finale. Il s'incline contre le Norvégien Casper Ruud (6-3, 6-3).
Il parvient pour la deuxième fois de sa carrière en finale d'un tournoi ATP à Cordoba, chez lui en sortant le Brésilien Thiago Monteiro (6-7, 6-1, 6-2), l'ancien demi-finaliste de Roland Garros Marco Cecchinato (6-3, 3-1 ab.) et son compatriote Francisco Cerúndolo (6-3, 3-0 ab.) tous les deux sur abandon. En demi-finale, il écarte l'Espagnol Albert Ramos-Viñolas (6-4, 7-6) et s'incline en final contre un autre Argentin, Sebastián Báez (1-6, 6-3, 3-6).

## Palmarès

### Finales en simple
| No | Date       | Nom et lieu du tournoi | Catégorie | Dotation  | Surface      | Vainqueur      | Score         |          |
| -- | ---------- | ---------------------- | --------- | --------- | ------------ | -------------- | ------------- | -------- |
| 1  | 12-07-2021 | Nordea Open, Båstad    | ATP 250   | 419 470 € | Terre (ext.) | Casper Ruud    | 6-3, 6-3      | Parcours |
| 2  | 06-02-2023 | Cordoba Open, Córdoba  | ATP 250   | 642 735 $ | Terre (ext.) | Sebastián Báez | 6-1, 3-6, 6-3 | Parcours |

## Parcours dans les tournois duGrand Chelem

### En simple
| Année | Open d'Australie | Open d'Australie | Internationaux de France | Internationaux de France | Wimbledon       | Wimbledon    | US Open         | US Open        |
| ----- | ---------------- | ---------------- | ------------------------ | ------------------------ | --------------- | ------------ | --------------- | -------------- |
| 2020  | —                | —                | 3e tour (1/16)           | Jannik Sinner            | Annulé          | Annulé       | 2e tour (1/32)  | Cameron Norrie |
| 2021  | 1er tour (1/64)  | Milos Raonic     | 2e tour (1/32)           | Matteo Berrettini        | 1er tour (1/64) | D. E. Galán  | 1er tour (1/64) | Gaël Monfils   |
| 2022  | 1er tour (1/64)  | Gaël Monfils     | 1er tour (1/64)          | Alex Molčan              | 1er tour (1/64) | Jiří Veselý  | 2e tour (1/32)  | Carlos Alcaraz |
| 2023  | 1er tour (1/64)  | Márton Fucsovics | 1er tour (1/64)          | Borna Ćorić              | 1er tour (1/64) | Ilya Ivashka | —               | —              |
| 2024  | 1er tour (1/64)  | Zhang Zhizhen    | 1er tour (1/64)          | Taylor Fritz             | 1er tour (1/64) | Adam Walton  | 1er tour (1/64) | Nuno Borges    |
| 2025  | 1er tour (1/64)  | Tristan Boyer    | —                        | —                        |                 |              |                 |                |

N.B. : à droite du résultat se trouve le nom de l'ultime adversaire.

### En double messieurs
| Année | Open d'Australie                                                                       | Open d'Australie                                                                       | Internationaux de France                                                                | Internationaux de France | Wimbledon                                                                              | Wimbledon                                                                              | US Open | US Open |
| ----- | -------------------------------------------------------------------------------------- | -------------------------------------------------------------------------------------- | --------------------------------------------------------------------------------------- | ------------------------ | -------------------------------------------------------------------------------------- | -------------------------------------------------------------------------------------- | ------- | ------- |
| 2020  | —                                                                                      | —                                                                                      | 2e tour (1/16) D. Schwartzman \|\| style="text-align:left;" \| K. Krawietz Andreas Mies | Annulé                   | Annulé                                                                                 | —                                                                                      | —       |         |
| 2021  | 1er tour (1/32) D. Schwartzman \|\| style="text-align:left;" \| J. Millman T. Monteiro | 1er tour (1/32) D. Schwartzman \|\| style="text-align:left;" \| J. Erlich Lloyd Harris | —                                                                                       | —                        | 1er tour (1/32) G. Mager \|\| style="text-align:left;" \| Robert Galloway Alex Lawson  |                                                                                        |         |         |
| 2022  | 1er tour (1/32) A. Ramos \|\| style="text-align:left;" \| L. Glasspool H. Heliövaara   | 1er tour (1/32) F. Cerúndolo \|\| style="text-align:left;" \| Ariel Behar G. Escobar   | —                                                                                       | —                        | 1er tour (1/32) C. Rodríguez \|\| style="text-align:left;" \| Rajeev Ram Joe Salisbury |                                                                                        |         |         |
| 2023  | 1er tour (1/32) D. Schwartzman \|\| style="text-align:left;" \| Alex Bolt Luke Saville | —                                                                                      | —                                                                                       | —                        | —                                                                                      | —                                                                                      | —       |         |
| 2024  | —                                                                                      | —                                                                                      | —                                                                                       | —                        | 1er tour (1/32) M. Navone \|\| style="text-align:left;" \| W. Koolhof N. Mektić        | 2e tour (1/16) R. Carballés Baena \|\| style="text-align:left;" \| R. Bopanna M. Ebden |         |         |

N.B. : le nom du partenaire se trouve sous le résultat ; le nom des ultimes adversaires se trouve à droite.

## Parcours dans lesMasters 1000
| Année | Indian Wells          | Miami                | Monte-Carlo         | Madrid | Rome                  | Canada | Cincinnati | Shanghai | Paris             |
| ----- | --------------------- | -------------------- | ------------------- | ------ | --------------------- | ------ | ---------- | -------- | ----------------- |
| 2020  | n.o.                  | n.o.                 | n.o.                | n.o.   | 2e tour M. Berrettini | n.o.   | —          | n.o.     | 1er tour B. Bonzi |
| 2021  | 1er tour B. Nakashima | 1er tour Marin Čilić | —                   | —      | —                     | —      | —          | n.o.     | —                 |
| 2022  | 2e tour D. Evans      | 1er tour J. Brooksby | —                   | —      | —                     | —      | —          | n.o.     | —                 |
| 2023  | 1er tour Schwartzman  | 1er tour J. Lehečka  | —                   | —      | —                     | —      | —          | —        | —                 |
| 2024  | —                     | —                    | 1er tour U. Humbert | —      | —                     | —      | —          | —        | —                 |

N.B. : sous le résultat se trouve le nom de l’ultime adversaire.

## Classements ATP en fin de saison
| Année          | 2009 | 2010 | 2011 | 2012 | 2013 | 2014 | 2015 | 2016 | 2017 | 2018 | 2019 | 2020 | 2021 | 2022 | 2023 |
| Rang en simple | 1360 | 1018 | 777  | 535  | 412  | 353  | 369  | 265  | 286  | 293  | 121  | 91   | 69   | 75   | 88   |
| Rang en double | –    | 829  | 659  | 644  | 1171 | 526  | 616  | 363  | 301  | 1263 | 1213 | 355  | 238  | –    | –    |

Source : (en) Classements de Federico Coria sur le site officiel de la Fédération internationale de tennis